# Lophuromys nudicaudus
Lophuromys nudicaudus је врста глодара из породице мишева (Muridae).

## Распрострањење
Врста је присутна у Габону, ДР Конгу, Екваторијалној Гвинеји, Камеруну и Централноафричкој Републици.

## Станиште
Врста Lophuromys nudicaudus има станиште на копну.

## Угроженост
Ова врста није угрожена, и наведена је као последња брига јер има широко распрострањење.

### Популациони тренд
Популациони тренд је за ову врсту непознат.